# Iran Khodro
Iran Khodro (ایران‌خودرو, Irân Xodro), marchiato come IKCO, è una casa automobilistica iraniana con sede a Teheran. IKCO è stata fondata nel 1962 come Iran Nazionale (ایران ناسیونال‎, Irân Nâsionâl). La società pubblica produce veicoli, tra cui automobili Samand, Peugeot e Renault, camion, minibus e autobus. Nel 2009 produceva 688.000 autovetture all'anno.

## Dimensioni e produzione
L'azienda è diventata il più grande produttore di veicoli in Medio Oriente, Asia centrale e Nord Africa. In Iran, è la più grande azienda produttrice di veicoli, con una quota media del 65 percento della produzione nazionale.